# Цаллагов, Ибрагим Юрьевич
Ибраги́м Ю́рьевич Цалла́гов (осет. Цӕллагаты Юрийы фырт Ибрагим; род. 12 декабря 1990, Владикавказ) — российский футболист, полузащитник клуба «Алания». Двоюродный брат Дзамболата Цаллагова.

## Клубная карьера
Ибрагим Цаллагов — воспитанник самарских «Крыльев Советов». С января 2010 года являлся одним из основных игроков клуба «Крылья Советов». Дебютировал 13 марта 2010 года в матче против «Зенита». Первый гол за «Крылья Советов» Цаллагов забил 2 октября, в матче против «Алании». В конце сезона 2010 года номинировался на премию «Первая пятёрка», как один из лучших молодых игроков сезона. Постепенно Цаллагову удалось стать основным игроком команды, а затем одним из её лидеров и старожилов.
30 декабря 2016 года было объявлено о переходе Цаллагова в «Зенит», соглашение было рассчитано на 3,5 года. 2 августа 2017 года на правах аренды перешёл в московское «Динамо». 27 июля 2018 года на правах аренды перешёл в казанский «Рубин», арендное соглашение рассчитано до конца сезона 2018/19.
В июле 2019 года перешёл вместе с Иваном Новосельцевым в «Сочи».
В июне 2023 года вернулся в родной Владикавказ на правах свободного агента подписав трёхлетний контракт с «Аланией».

## Карьера в сборной
9 февраля 2011 года в Турции в товарищеской встрече против Украины дебютировал за молодёжную сборную России. Участник Чемпионата Европы по футболу среди молодёжных команд 2013.

## Достижения
«Зенит»
- Бронзовый призёр чемпионата России: 2016/17

«Сочи»
- Серебряный призёр чемпионата России: 2021/22

## Клубная статистика
| Выступление       | Выступление      | Выступление      | Лига | Лига | Кубок | Кубок | Еврокубки | Еврокубки | Прочие | Прочие | Итого | Итого |
| Клуб              | Лига             | Сезон            | Игры | Голы | Игры  | Голы  | Игры      | Голы      | Игры   | Голы   | Игры  | Голы  |
| ----------------- | ---------------- | ---------------- | ---- | ---- | ----- | ----- | --------- | --------- | ------ | ------ | ----- | ----- |
| Крылья Советов    | Премьер-лига     | 2010             | 23   | 1    | 1     | 0     | —         | —         | —      | —      | 24    | 1     |
| Крылья Советов    | Премьер-лига     | 2011/12          | 34   | 0    | 1     | 0     | —         | —         | —      | —      | 35    | 0     |
| Крылья Советов    | Премьер-лига     | 2012/13          | 16   | 0    | 1     | 0     | —         | —         | 1      | 0      | 18    | 0     |
| Крылья Советов    | Премьер-лига     | 2013/14          | 28   | 4    | 1     | 0     | —         | —         | 1      | 0      | 30    | 4     |
| Крылья Советов    | ФНЛ              | 2014/15          | 34   | 1    | 3     | 1     | —         | —         | —      | —      | 37    | 2     |
| Крылья Советов    | Премьер-лига     | 2015/16          | 30   | 1    | 2     | 1     | —         | —         | —      | —      | 32    | 2     |
| Крылья Советов    | Премьер-лига     | 2016/17          | 17   | 0    | 2     | 0     | —         | —         | —      | —      | 19    | 0     |
| Крылья Советов    | Итого            | Итого            | 182  | 7    | 11    | 2     | —         | —         | 2      | 0      | 195   | 9     |
| Зенит (СПб)       | Премьер-лига     | 2016/17          | 8    | 0    | —     | —     | 0         | 0         | —      | —      | 8     | 0     |
| Зенит (СПб)       | Итого            | Итого            | 8    | 0    | —     | —     | 0         | 0         | —      | —      | 8     | 0     |
| → Динамо (Москва) | Премьер-лига     | 2017/18          | 12   | 0    | 1     | 0     | —         | —         | —      | —      | 13    | 0     |
| → Динамо (Москва) | Итого            | Итого            | 12   | 0    | 1     | 0     | —         | —         | —      | —      | 13    | 0     |
| → Рубин           | Премьер-лига     | 2018/19          | 16   | 0    | 0     | 0     | —         | —         | —      | —      | 16    | 0     |
| → Рубин           | Итого            | Итого            | 16   | 0    | 0     | 0     | —         | —         | —      | —      | 16    | 0     |
| Сочи              | Премьер-лига     | 2019/20          | 26   | 1    | 1     | 0     | —         | —         | —      | —      | 27    | 1     |
| Сочи              | Премьер-лига     | 2020/21          | 26   | 0    | 4     | 0     | —         | —         | —      | —      | 30    | 0     |
| Сочи              | Премьер-лига     | 2021/22          | 30   | 0    | 1     | 0     | 4         | 0         | —      | —      | 35    | 0     |
| Сочи              | Премьер-лига     | 2022/23          | 18   | 1    | 0     | 0     | —         | —         | —      | —      | 18    | 1     |
| Сочи              | Итого            | Итого            | 100  | 2    | 6     | 0     | 4         | 0         | —      | —      | 110   | 2     |
| Алания            | Первая лига      | 2023/24          | 23   | 1    | 0     | 0     | —         | —         | —      | —      | 23    | 1     |
| Алания            | Первая лига      | 2024/25          | 18   | 1    | 0     | 0     | —         | —         | —      | —      | 18    | 1     |
| Алания            | Итого            | Итого            | 41   | 2    | 0     | 0     | —         | —         | —      | —      | 41    | 2     |
| Всего за карьеру  | Всего за карьеру | Всего за карьеру | 361  | 10   | 18    | 2     | 4         | 0         | 2      | 0      | 385   | 12    |

1. ↑  Стыковые матчи за право участия в Премьер-лиге.